# Zerstörergeschwader 26
La Zerstörergeschwader 26 (ZG 26) (26e escadron de chasseurs lourds), surnommée Horst Wessel, est une unité de chasseurs-bombardiers de la Luftwaffe pendant la Seconde Guerre mondiale.

## Origine du surnom
L'unité fut baptisée en l’honneur de Horst Wessel, martyr de la cause nazie.
Du 4 janvier 1936 au 8 mai 1945, le nom Horst Wessel a toujours été porté par une unité de la Luftwaffe même après la dissolution de celle-ci.
Les unités ayant porté le nom Horst Wessel sont successivement :
| Nom                     | Début             | Fin               |
| ----------------------- | ----------------- | ----------------- |
| Jagdgeschwader 134      | 4 janvier 1936    | 1er novembre 1938 |
| Jagdgeschwader 142      | 1er novembre 1938 | 1er janvier 1939  |
| Zerstörergeschwader 142 | 1er janvier 1939  | 1er mai 1939      |
| Zerstörergeschwader 26  | 1er mai 1939      | Juillet 1944      |
| Jagdgeschwader 6        | Juillet 1944      | 8 mai 1945        |

## Opérations
Le ZG 26 est équipé d'avions Messerschmitt Bf 109D, Messerschmitt Bf 110, et Messerschmitt Me 410.

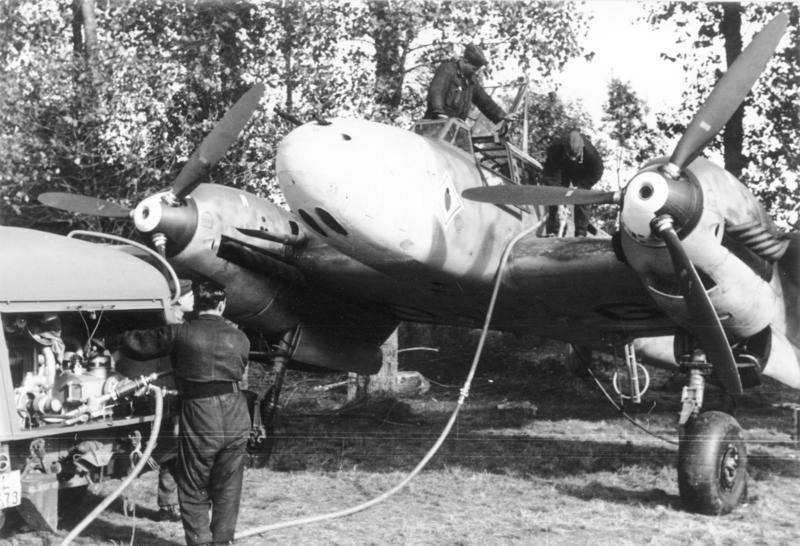
Ravitaillement en carburant d'un Bf 110 du ZG 26 « Horst Wessel », octobre 1940.

Il a participé aux engagements suivants :
- Bataille de France
- Bataille de Belgique
- Bataille d'Angleterre
- Bataille de la Méditerranée
- Campagne nord-africaine
- Front de l'Est
- Défense du Reich

## Organisation

### Stab. Gruppe
Le Stab./ZG 26 est formé le 1er mai 1939 à Dortmund à partir du Stab/ZG 142.

Le 29 septembre 1941, le Stab./ZG 26 est renommé Stab./NJG 3.
Reformé le 13 octobre 1943 à Wunstorf.

En juillet 1944, il est renommé Stab./JG 6.

Geschwaderkommodore (Commandant de l'escadron) :
| Début             | Fin               | Grade          | Nom                          |
| ----------------- | ----------------- | -------------- | ---------------------------- |
| 1er mai 1939      | 14 décembre 1939  | Oberst         | Kurt-Bertram von Döring (en) |
| 14 décembre 1939  | 1er novembre 1940 | Oberstleutnant | Joachim-Friedrich Huth (en)  |
| 1er novembre 1940 | 29 septembre 1941 | Oberst         | Johann Schalk (en)           |
| Octobre 1943      | Juin 1944         | Oberstleutnant | Karl Boehm-Tettelbach        |
| Juin 1944         | Juillet 1944      | Oberstleutnant | Johann Kogler                |

### I. Gruppe
Formé le 1er mai 1939 à Dortmund  à partir du I.ZG 142 avec :
- Stab I./ZG 26 à partir du Stab I./ZG 142
- 1./ZG 26 à partir du 1./ZG 142
- 2./ZG 26 à partir du 2./ZG 142
- 3./ZG 26 à partir du 3./ZG 142

Le I./ZG 26 est dissous en avril 1942, et est absorbé par le ZG 1 et le ZG 2.
Réformé le 13 octobre 1943 à Bad Lippspringe à partir du I./ZG 1 avec :
- Stab I./ZG 26 à partir du Stab I./ZG 1
- 1./ZG 26 à partir du 1./ZG 1
- 2./ZG 26 à partir du 2./ZG 1
- 3./ZG 26 à partir du 3./ZG 1

En juillet 1944, Le I./ZG 26 est renommé I./JG 6 avec :
- Stab I./ZG 26 devient Stab I./JG 6
- 1./ZG 26 devient 1./JG 6
- 2./ZG 26 devient 2./JG 6
- 3./ZG 26 devient 3./JG 6

Gruppenkommandeure (Commandant de groupe) :
| Début           | Fin             | Grade     | Nom                   |
| --------------- | --------------- | --------- | --------------------- |
| 1er mai 1939    | Janvier 1940    | Hauptmann | Karl Kaschka (de)     |
| 27 janvier 1940 | 21 mai 1941     | Hauptmann | Wilhelm Makrocki      |
| Mai 1941        | 1941            | Hauptmann | Herbert Kaminski (en) |
| ?               | 27 janvier 1942 | Hauptmann | Wilhelm Spies (en)    |

### II. Gruppe
Formé le 1er mai 1939 à Werl à partir du II./JG 142 avec :
- Stab II./ZG 26 à partir du Stab II./ZG 142
- 4./ZG 26 à partir du 4./ZG 142
- 5./ZG 26 à partir du 5./ZG 142
- 6./ZG 26 à partir du 6./ZG 142

Le II./JG 26 est dissous en avril 1942, et est absorbé par le ZG 1 et le ZG 2.
Reformé le 11 octobre 1943 à Hildesheim à partir du III./ZG 1 avec :
- Stab II./ZG 26 à partir du Stab III./ZG 1
- 4./ZG 26 à partir du 7./ZG 1
- 5./ZG 26 à partir du 8./ZG 1
- 6./ZG 26 à partir du 9./ZG 1

En juillet 1944, il est renommé III./JG 6 avec :
- Stab II./ZG 26 devient Stab II./JG 6
- 4./ZG 26 devient 5./JG 6
- 5./ZG 26 devient 6./JG 6
- 6./ZG 26 devient 7./JG 6

Gruppenkommandeure :
| Début           | Fin             | Grade     | Nom                     |
| --------------- | --------------- | --------- | ----------------------- |
| 1er mai 1939    | Avril 1940      | Major     | Friedrich Vollbracht    |
| Avril 1940      | Avril 1942      | Hauptmann | Ralph von Rettberg (en) |
| 11 octobre 1943 | 22 février 1944 | Hauptmann | Eduard Tratt (en)       |
| ?               | ?               | ?         | ?                       |

### III. Gruppe
Formé le 1er mai 1939 à Lippstadt à partir du III./ZG 142 avec :
- Stab III./ZG 26 à partir du Stab III./ZG 142
- 7./ZG 26 à partir du 7./ZG 142
- 8./ZG 26 à partir du 8./ZG 142
- 9./ZG 26 à partir du 9./ZG 142

Le III./ZG 26 est aussi connu comme JGr. 126 entre le 25 septembre 1939 et le 4 février 1940.
Le 26 septembre 1944, il est renommé Kommando Nowotny avec :
- Stab III./ZG 26 devient Stab/Kommando Nowotny
- 7./ZG 26 est absorbé par ZG 76
- 8./ZG 26 devient 2./Kommando Nowotny
- 9./ZG 26 devient 1./Kommando Nowotny

Gruppenkommandeure :
| Début              | Fin                | Grade     | Nom                                      |
| ------------------ | ------------------ | --------- | ---------------------------------------- |
| 1er mai 1939       | 1er septembre 1940 | Hauptmann | Johann Schalk (en)                       |
| 1er septembre 1940 | 4 décembre 1941    | Major     | Karl Kaschka (de) (Mort au combat)       |
| 4 décembre 1941    | 24 décembre 1941   | Hauptmann | Thomas Steinberger                       |
| 25 décembre 1941   | 12 juillet 1943    | Hauptmann | Georg Christl (en)                       |
| 12 juillet 1943    | 11 février 1944    | Major     | Fritz Schulze-Dickow                     |
| ?                  | ?                  | ?         | ?                                        |
| 2 juin 1944        | 18 juillet 1944    | Hauptmann | Werner Thierfelder (en) (Mort au combat) |
| ?                  | ?                  | ?         | ?                                        |

### IV Gruppe
10./ZG 6
Le Staffel 10./ZG 26 est formé le 5 septembre 1939 à Jever comme 10.(Nacht)/ZG 26. Le 5 janvier 1940, il est renommé 10.(N)/JG 26.

Reformé en avril 1942 à Derna, il est dissous en novembre 1943 et devient le 7./ZG 76.
11./ZG 26
Le Staffel 11./ZG 26 est formé en juin 1943 à Eleusis. Le 18 juillet 1944, il devient un staffel du nouveau IV./ZG 26.
IV Gruppe
Formé le 18 juillet 1944 à Oerlandet (uniquement pour le 10. et 12./ZG 26) avec :
- Stab IV./ZG 26 formé le 5 septembre à Oerlandet à partir du Stab/SAGr 125 (équipé de Bf 110G)
- 10./ZG 26 à Herdla à partir du 13(Z)./JG 5 (équipé de  Bf 110G)
- 11./ZG 26 existe déjà à cette date, mais n'arrive pas à Oerlandet avant août 1944 (équipé de Ju 88C)
- 12./ZG 26 i) Gossen à partir du Küstenfliegerstaffel Krim (équipé de Bf 110G)

Le 25 décembre 1944, les staffeln du IV./ZG 26 sont basés comme suit :
- Stab IV./ZG 26 et 10./ZG 26 à Trondheim-Lade
- 10./ZG 26 n'est pas mentionné après le 27 novembre 1944, et pourrait avour été dissous.
- 11./ZG 26 à Gardermoen, maintenant convertis sur Messerschmitt Me 410A
- 12./ZG 26 à Herdla

Le IV./ZG 26 est dissous le 23 février 1945 avec :
- Stab IV./ZG 26 devient Stab II./JG 5
- 10./ZG 26 devient 7./JG5
- 12./ZG 26 est dissous

Seul le staffel 11./ZG 26 reste jusqu'à la fin, basé à Oerlandet de février à mai 1945 équipé de Messerschmitt Me 410A.

Gruppenkommandeure :
| Début | Fin | Grade | Nom |
| ----- | --- | ----- | --- |
| ?     | ?   | ?     | ?   |

### Ergänzungsgruppe
L'Ergänzungsgruppe/JG 26 est formé le 28 mars 1941 à Ingolstadt-Manching à partir du Ergänzungszerstörerstaffel 1.
En avril 1941, ses effectifs sont augmentés pour devenir un Gruppe, maintenant comme IV./ZG 26 avec :
- Stab nouvellement créé
- 10. (Einsatz)/ZG 26 à partir du Erg.Sta./ZG 26
- 11. (Ausb.)/ZG 26 nouvellement créé (en juillet 1941)
- 12. (Ausb.)/ZG 26 nouvellement créé (en juillet 1941)

En octobre 1941, il devient Ergänzungsgruppe/NJG 1 avec :
- Stab IV./ZG 26 devient Stab/Erg.Gruppe NJG 1
- 10. et 11./ZG 26 devient 2./Erg.Gruppe NJG 1
- 12./ZG 26 devient 3./Erg.Gruppe NJG 1

Gruppenkommandeure :
| Début         | Fin          | Grade | Nom            |
| ------------- | ------------ | ----- | -------------- |
| 10 avril 1941 | Octobre 1941 | Major | Siebelt Reents |

### ErgänzungsStaffel/ZG 26
Formé le 6 avril 1944 à Illesheim à partir du 2./Ergänzungszerstörergruppe.

Le 1er septembre 1944, il est renommé 2./JGr.Nord.

Staffelkapitäne :
| Début          | Fin            | Grade        | Nom               |
| -------------- | -------------- | ------------ | ----------------- |
| 6 avril 1944   | 11 mai 1944    | Oberleutnant | Werner Glomb      |
| 12 mai 1944    | 8 juillet 1944 | Oberleutnant | Berhardt Paffrath |
| 9 juillet 1944 | 31 août 1944   | Oberleutnant | Willi Radel       |